# Skarpnäcks församling
Skarpnäcks församling är en församling i Enskede kontrakt i Stockholms stift. Församlingen ligger i Söderort i Stockholms kommun i Stockholms län och utgör ett eget pastorat.
Församlingen omfattar stadsdelarna Hammarbyhöjden, Björkhagen, Kärrtorp, Enskededalen, Pungpinan, Bagarmossen och Skarpnäcksfältet

## Om församlingen
Församlingen bildades 1957 genom en utbrytning ur Enskede församling. 
Församlingen har utgjort och utgör ett eget pastorat. Till församlingen överfördes ett mindre område i norra Bagarmossen från Nacka församling.
Verksamhet bedrivs förutom i Markuskyrkan i Björkhagen även i Bagarmossens kyrka och "Markusplatsen", kyrkans lokaler centralt i Skarpnäck.

## Areal
Skarpnäcks församling omfattade den 1 januari 1976 en areal av 17,9 kvadratkilometer, varav 15,7 kvadratkilometer land.

## Organister
| Ämbetstid | Namn          | Levnadstid | Övrigt    |
| --------- | ------------- | ---------- | --------- |
| 1958–1964 | Paul Rune Ede | 1916–      | Organist. |

## Kyrkobyggnader
- Markuskyrkan
- Bagarmossens kyrka
- Markusplatsen (Skarpnäck)